# Тунгнаау
Тунгнаау (исл. Tungnaá) — река в Исландии.
Площадь водосборного бассейна 300 км2.
Находится на юге страны. Река берёт своё начало на западной стороне ледника Ватнайёкюдль. На реке построены две электростанции (ГЭС). Максимум стока приходится на лето. Впадает в реку Тьоурсау. Средний объём стока составляет от 120 до 180 м³/с, летом и от 100 до 160 м³/с в зимний период.